# Квінт Юній Рустік
Квінт Юній Рустік (лат. Quintus Junius Rusticus; 100 —170) — державний діяч часів Римської імперії, консул-суффект 133 року і консул 162 року.

## Життєпис
Походив з роду Юніїв. Втім не відомо чи мав він відношення до старовинного роду Юніїв. Син Квінта Юнія Арулена Рустіка, філософа та консула-суффекта 92 року. У 132 році його призначено консулом-суффектом разом з Квінтом Флавієм Тертуллом. Був одним з вчителів майбутнього імператора Марка Аврелія. Був найзначнішим філософом-стоїком свого часу.
У 162 році став ординарним консулом разом з Луцієм Тіцієм Плавтієм Аквіліном. З 162 до 168 року обіймав посаду префекта Риму. Під час своєї каденції засудив до страти християнина Юстина. Подальша доля невідома.